# Eleições legislativas regionais na Madeira em 2011
As eleições legislativas regionais na Madeira em 2011, também designadas eleições para a Assembleia Legislativa da Região Autónoma da Madeira, realizaram-se a 9 de outubro de 2011, e delas resultaram a vitória maioritária do Partido Social Democrata, liderado na Madeira por Alberto João Jardim.
A campanha eleitoral para as legislativas regionais na Madeira decorreu de 25 de setembro a 7 de outubro de 2011.

## Histórico
Estas eleições foram marcadas pela descoberta de um "buraco financeiro" nas contas do Governo Regional, o que poderá ter influenciado os resultados eleitorais. De realçar que o PSD obteve o seu pior resultado de sempre em eleições legislativas regionais até então (48,56%), originando a perda de oito deputados em relação às eleições regionais de 2007.
O CDS e o PS-Madeira alegam que existiram irregularidades nestas eleições, especificamente por causa do transporte de eleitores às urnas por viaturas de vários organismos públicos o que levou à formalização de uma queixa à Comissão Nacional de Eleições (CNE). Por sua vez o delegado da CNE, Paulo Barreto, reagiu dando razão aos queixosos.

## Partidos
Os partidos e coligações que concorreram às eleições para a Assembleia legislativa da Região Autónoma da Madeira em 2011 foram os seguintes:
- CDS-PP – CDS - Partido Popular
- MPT – Partido da Terra
- PCP-PEV – CDU - Coligação Democrática Unitáriaa)
- PND – Nova Democracia
- BE – Bloco de Esquerda
- PAN - Partido pelos Animais e pela Natureza
- PTP - Partido Trabalhista Português
- PPD/PSD – Partido Social Democrata
- PS – Partido Socialista

a) Coligação entre o Partido Comunista Português (PCP) e o Partido Ecologista "Os Verdes" (PEV).

## Sondagens
Na tabela abaixo estão listados os resultados das sondagens numa ordem cronológica inversa, isto é, mostrando primeiro os mais recentes. O valor de maior percentagem em cada sondagem é destacado a negrito e com o fundo da cor do partido em questão. Os resultados das sondagens estão com a data do levantamento, não com a data da sua publicação.
| 9 de outubro de 2011                                                                                               | Resultados eleitorais | 48,57 25 assentos | 17,63 9 assentos | 11,5 6 assentos  | 6,87 3 assentos | 3,76 1 assento  | 3,27 1 assento | 2,13 1 assento | 1,93 1 assento | 1,7 0 assentos | 2,64 — | 30,94 |
| 2–4 de outubro | EuroSondagem          | 50,5              | 10,5             | 17,0             | 2,7             | 5,5             | 2,0            | 2,5            | 3,3            | 3,5            | 2,5    | 33,5  |
| 1–2 de outubro | Universidade Católica | 48,0              | 16,0             | 14,0             | 5,0             | 5,0             | 4,0            | 2,0            | 2,0            | 2,0            | 2,0    | 32,0  |
| 30 de setembro–3 de outubro                                                                                        | INTERCAMPUS           | 53,5              | 11,8             | 16,9             | —               | 3,9             | 2,8            | —              | —              | 2,5            | 8,6    | 36,6  |
| 25–27 de julho | EuroSondagem          | 56,6              | 10,2             | 15,9             | 2,3             | 3,9             | 2,1            | 2,3            | 2,1            | 2,8            | 1,8    | 40,7  |
| 30–31 de maio | EuroSondagem          | 50,5              | 15,0             | 17,2             | —               | 4,5             | —              | —              | —              | 3,8            | 9,0    | 33,3  |
| 2011 |                       |                   |                  |                  |                 |                 |                |                |                |                |        |       |
| 6 de maio de 2007                                                                                                  | Resultados eleitorais | 64,24 33 assentos | 5,34 2 assentos  | 15,42 7 assentos | —               | 5,44 2 assentos | 2,08 1 assento | —              | 2,26 1 assento | 2,98 1 assento | 2,24 — | 48,82 |
| ↑[a] A coluna Líder mostra a diferença de pontos percentuais entre os dois partidos com maiores intenções de voto. |                       |                   |                  |                  |                 |                 |                |                |                |                |        |       |

## Resultados oficiais
| Partido                                | Partido                               | Votos   | %      | +/-    | Deputados | +/-     |
| -------------------------------------- | ------------------------------------- | ------- | ------ | ------ | --------- | ------- |
|                                        | Partido Social Democrata              | 71 561  | 48,57  | 15,67  | 25 / 47   | 8       |
|                                        | CDS - Partido Popular                 | 25 975  | 17,63  | 12,29  | 9 / 47    | 7       |
|                                        | Partido Socialista                    | 16 942  | 11,50  | 3,92   | 6 / 47    | 1       |
|                                        | Partido Trabalhista Português         | 10 115  | 6,87   | Novo   | 3 / 47    | Novo    |
|                                        | Coligação Democrática Unitária (a)    | 5 546   | 3,76   | 1,68   | 1 / 47    | 1       |
|                                        | Partido da Nova Democracia            | 4 825   | 3,27   | 1,19   | 1 / 47    | Estável |
|                                        | Partido pelos Animais e pela Natureza | 3 134   | 2,13   | Novo   | 1 / 47    | Novo    |
|                                        | Movimento o Partido da Terra          | 2 839   | 1,93   | 0,33   | 1 / 47    | Estável |
|                                        | Bloco de Esquerda                     | 2 512   | 1,70   | 1,28   | 0 / 47    | 1       |
| Votos Inválidos                        | Votos Inválidos                       | 3 888   | 2,64   | 0,39   |           |         |
| Total                                  | Total                                 | 147 337 | 100    |        | 47        |         |
| Eleitorado/Participação                | Eleitorado/Participação               | 147 337 | 57,38  | 5.50   |           |         |
| Fonte                                  | Fonte                                 | [ 11 ]  | [ 11 ] | [ 11 ] | [ 11 ]    | [ 11 ]  |
| (a) PCP e PEV concorreram em coligação |                                       |         |        |        |           |         |

### Resultados por concelho
|                 | %    | %    | %    | %   | %   | %   | %   | %   | %   |          |
| Concelhos       | PSD  | CDS  | PS   | PTP | CDU | PND | PAN | MPT | BE  | Votantes |
| --------------- | ---- | ---- | ---- | --- | --- | --- | --- | --- | --- | -------- |
| Calheta         | 64,0 | 20,5 | 3,8  | 3,6 | 1,2 | 1,8 | 1,1 | 0,6 | 0,6 | 6 832    |
| Câmara de Lobos | 57,4 | 12,7 | 7,9  | 5,5 | 3,2 | 2,2 | 1,8 | 5,1 | 1,5 | 17 744   |
| Funchal         | 42,9 | 19,5 | 11,9 | 6,9 | 5,7 | 4,3 | 2,6 | 1,6 | 2,1 | 62 203   |
| Machico         | 46,7 | 11,6 | 23,0 | 8,0 | 1,8 | 2,2 | 1,3 | 1,5 | 1,6 | 11 813   |
| Ponta do Sol    | 57,3 | 17,0 | 9,8  | 6,0 | 1,5 | 2,3 | 1,4 | 0,9 | 1,5 | 5 141    |
| Porto Moniz     | 54,7 | 12,6 | 23,6 | 3,2 | 1,2 | 1,2 | 0,9 | 0,3 | 0,2 | 2 066    |
| Porto Santo     | 55,8 | 12,3 | 16,3 | 5,1 | 1,6 | 1,6 | 1,5 | 0,8 | 1,0 | 3 130    |
| Ribeira Brava   | 59,9 | 14,7 | 7,0  | 6,4 | 2,0 | 2,1 | 1,6 | 1,9 | 1,3 | 7 592    |
| Santa Cruz      | 44,1 | 20,4 | 9,8  | 9,7 | 3,3 | 3,8 | 2,6 | 1,9 | 2,0 | 22 399   |
| Santana         | 52,9 | 21,7 | 8,4  | 6,0 | 1,4 | 2,8 | 1,4 | 1,2 | 1,1 | 4 993    |
| São Vicente     | 55,1 | 16,2 | 15,7 | 4,9 | 1,0 | 1,6 | 0,9 | 0,6 | 0,9 | 3 431    |
| Total           | 48,6 | 17,6 | 11,5 | 6,9 | 3,8 | 3,3 | 2,1 | 1,9 | 1,7 | 147 337  |

## Análise dos resultados
A abstenção foi de 42,62%, ou seja, dos 256 755 eleitores recenseados votaram 147 337.